# جف بارمبی
جف بارمبی (انگلیسی: Jeff Barmby; ۱۵ ژانویهٔ ۱۹۴۳ – ۱۸ ژوئیهٔ ۲۰۲۱) بازیکن فوتبال اهل بریتانیا بود.
از باشگاه‌هایی که در آن بازی کرده‌است می‌توان به باشگاه فوتبال یورک سیتی اشاره کرد.